# Egill Rostrup
Egill Barfod Rostrup, född 16 mars 1876 i Köpenhamn, död 3 augusti 1940 i Rønne, var en dansk skådespelare, teaterregissör, författare och teaterhistoriker, mest känd för sin tid som regissör vid Det Kongelige Teater 1928–1930. Han medverkade också i flera filmer på 1910- och 1920-talen.
Rostrup var gift med skådespelaren Ellen Rovsing och under en period med skådespelaren Oda Rostrup. Med den förstnämnda fick han sonen Asmund Rostrup och med den sistnämnda sonen Haavard Rostrup.